# 문정웅
문정웅(1983년 2월 9일 ~ )은 대한민국의 배우이다.

## 학력
- 호서대학교 연극과 학사

## 출연작

### 영화
- 《다음 소희》 (2023년) - 세이브팀 본사직원 1/ 최철웅 고객 목소리 역
- 《69세》 (2020년) - 이 형사 역
- 《블랙머니》 (2019년) - 중수부 수사관들 역
- 《그의 그녀》 (2014년) - 남자 2 역
- 《텡고 세드》 (2013년)
- 《밀월도 가는 길》 (2012년) - 동조 역
- 《해결사》 (2010년) - 광장앞 경찰들 역
- 《폭풍전야》 (2010년) - 병원경찰 역
- 《상견례 하는 날》 (2008년) - 준규 역
- 《오해의 시작》 (2008년)